# Лавочне (станція)
Ла́вочне — проміжна дільнична залізнична станція Львівської дирекції Львівської залізниці на електрифікованій лінії Стрий — Батьово між станціями Славське (8 км) та Бескид (8 км). Розташована в однойменному селі Стрийського району Львівської області.

## Історія
Станція відкрита 5 квітня 1887 року, у складі залізниці Сколе — Лавочне, як частина залізниці Стрий — Мукачево.
1956 року станцію електрифіковано постійним струмом (=3 кВ) в складі дільниці Лавочне — Мукачево, яка була першою на Львівській залізниці електрифікованою дільницею, до 1961—1962 років електрифікація дільниці Львів — Стрий — Лавочне була острівною.
На станції Лавочне до пасажирських поїздів, що прямують до Закарпаття, причіплюють додатковий локомотив, що пов'язано зі складним профілем колії на ділянці до Воловця — потрібна велика сила тяги, аби  поїзд проїхав перевал через Бескидський тунель, а потім забезпечити належний тиск у гальмівній системі поїзда при русі на спуск. Вантажні поїзди на цій ділянці прямують під тягою трьох електровозів, а ще один є штовхачем.

## Пасажирське сполучення
На станції Лавочне зупиняються приміські та регіональні електропоїзди. Є пунктом обороту для більшості електропоїздів, що курсуються як зі Львова, так і з Мукачево.

## Річний розподіл приміських поїздів
| Сполучення         | 2015/2016 | 2016/2017 | 2017/2018 | 2018/2019 | 2019/2020 | 2020/2021 | 2021/2022 |
| ------------------ | --------- | --------- | --------- | --------- | --------- | --------- | --------- |
| Лавочне — Мукачево | 1         | 1         | 1         | 1         | 1         | 1         | 1         |
| Лавочне — Львів    | 1         | 1         | 1         | 2         | 2         | 1         | 1         |
| Стрий — Мукачево   | 0         | 0         | 0         | 1         | 1         | 0         | 0         |
| Чоп — Львів        | 1         | 1         | 1         | 1         | 1         | 0         | 1         |
| Львів — Мукачево   | 2         | 2         | 2         | 2         | 2         | 2         | 2         |
| Мукачево — Львів   | 1         | 1         | 1         | 1         | 1         | 1         | 1         |
| Стрий — Лавочне    | 1         | 1         | 1         | 1         | 1         | 0         | 0         |
| Лавочне — Стрий    | 1         | 1         | 1         | 1         | 1         | 0         | 0         |
| Львів — Чоп        | 1         | 1         | 1         | 1         | 1         | 0         | 1         |
| Мукачево — Стрий   | 1         | 1         | 1         | 2         | 2         | 1         | 1         |
| Львів — Лавочне    | 1         | 1         | 1         | 2         | 2         | 1         | 1         |
| Мукачево — Лавочне | 1         | 1         | 1         | 1         | 1         | 1         | 1         |